# 考姆
考姆（阿拉伯语：‎）是納巴泰人的战争与黑夜之神，也是骆驼商队的守护神。他的名字被刻在出土的大量的文物中，学者们认为考姆是纳巴泰相当重要的一位大神。一個沙烏地阿拉伯的重金属乐队“Al-Namrood”用這名字作為其创作的音乐作品的靈感來源。
考姆